# Slaget ved Cambrai
Slaget ved Cambrai var et slag i 1. verdenskrig, som fandt sted fra den 20. november til den 3. december 1917. Ved dette slag blev kampvogne for første gang i verdenshistorien effektivt sat ind i krigsførelsen. Briterne ville med angrebet forsøge at se, hvordan det nye våben fungerede mod den stærkt beskyttede tyske forsvarslinje.
Efter briternes første succes havde tyskerne dog held til at iværksætte et modangreb, der genvandt meget af det tabte territorium. Den 7. december havde briterne måttet trække sig tilbage næsten til deres udgangsposition.
Slaget endte dermed uafgjort og kostede ca. 45.000 faldne på hver side.